# Ragnar Graeffe
Ragnar Graeffe   (Hanko, 16 de setembre de 1929 - Lohja, 28 d'agost de 2005) fou un atleta finlandès, especialista en els 400 metres tanques, que va competir durant la dècada de 1950.
El 1952 va prendre part en els Jocs Olímpics d'Estiu de Hèlsinki, on disputà dues proves del programa d'atletisme. En ambdues, els 4x400 metres i 400 metres tanques, quedà eliminat en sèries.
En el seu palmarès destaca una medalla de bronze en els 4x400 metres del Campionat d'Europa d'atletisme de 1954. Formà equip amb Ossi Mildh, Rolf Back i Voitto Hellsten. Va ser subcampió nacional en els 400 metres el 1950, 1952 i 1954 i millorà el rècord finlandès dels 4x400 metres quatre vegades.

## Millors marques
- 400 metres. 48.5" (1954)
- 400 metres tanques. 54.6" (1952)[5]